# Diecezja Castanhal
Diecezja Castanhal (łac. Dioecesis Castagnalensis de Pará) – diecezja Kościoła rzymskokatolickiego w Brazylii. Należy do metropolii Belém do Pará, wchodzi w skład regionu kościelnego Norte 2. Została erygowana przez papieża Jana Pawła II bullą Ad efficacius providendum w dniu 29 grudnia 2004.

## Główne świątynie
- Katedra: Katedra Najświętszej Maryi Panny Matki Boga w Castanhal

## Biskupi diecezjalni
- Carlos Verzeletti (od 2004)